# Вецлих, Зигмар
Зигмар Вецлих (нем. Siegmar Wätzlich; 16 ноября 1947 в Рамменау — 18 апреля 2019) — немецкий футболист, выступавший в ГДР за дрезденское «Динамо» и национальную сборную. С 24 играми в активе стал бронзовым призёром Олимпиады 1972 года и принял участие в чемпионате мира 1974 года.

## Карьера игрока

### Клубная
Сын мясника, Зигмар изначально собирался продолжать дело своего отца, пока не увлёкся игрой в мяч и не начал выступать за любительский клуб «Рамменау». Талантливого игрока разглядело руководство «Динамо» из Дрездена, и в 1965 году Вецлих поступил в его академию, которую окончил в 1967 году, дебютировав в основном составе.
С 1967 по 1975 годы Зигмар выступал за этот клуб, проведя 139 игр в рамках Оберлиги и забив 10 голов. Раскрыть свой талант полностью он не сумел из-за многочисленных травм, преследовавших его на протяжении всей карьеры. Тем не менее уже в возрасте 19 лет по итогам сезона 1967/1968 он был включён в символическую сборную чемпионата ГДР. В основном составе он закрепился после травмы и выбытия из строя ключевого игрока Штеффена Энгельмора. На месте центрального защитника Вецлих провёл 26 игр, однако даже его стараниями динамовцы не удержались в Оберлиге и вылетели из неё, из-за чего им пришлось играть во Второй лиге.
Из-за травмы Ветцер провёл всего 17 игр, но в этот раз «Динамо» всё-таки сумело выстоять и вернуться в Оберлигу. В сезоне 1969/1970 он снова травмировался и отыграл всего 10 матчей, и его позицию левого защитника занимали разные игроки. В следующем сезоне «динамовцам» удалось выиграть чемпионат и кубок ГДР: 2 июня 1971 в финале было побито другое, берлинское «Динамо» со счётом 2:1, однако для этого пришлось играть овертайм. Зигмар вышел на 106-й минуте матча, а спустя 12 минут Клаус Заммер забил победный гол.
В следующих сезонах Вецлих играл уже без травм и твёрдо закрепил позицию левого защитника в клубе. В 1973 году команда во второй раз с Зигмаром выиграла чемпионат ГДР (он сыграл 20 матчей). В сезоне 1975/1976 он последний раз сыграл за команду, проведя всего 10 игр. Травма мениска не позволила Ветцеру продолжить свою карьеру. Последней игрой немца стал матч 20 декабря 1975 против лейпцигского «Лока». Тем не менее Зигмар получил золотые медали в третий раз и стал трёхкратным чемпионом ГДР.
В еврокубках с «Динамо» он провёл 26 игр. Первый матч он сыграл 20 сентября 1967 в рамках Кубка Ярмарок против шотландского клуба «Рейнджерс» (игра завершилась ничьей 1:1). Высшим достижением клуба во время игры Зигмара стал полуфинал Кубка УЕФА 1972/1973 против его будущего обладателя «Ливерпуля» (ответная игра, которая завершилась победой мерсисайдцев со счётом 0:1). Также запомнился поединок в Кубке европейских чемпионов против мюнхенской «Баварии», завершившийся ничьей 3:3.

### В сборной
По итогам сезона 1971/1972 года Вецлих получил вызов в сборную ГДР для подготовки к турниру Олимпийских игр, которые должны были пройти в Мюнхене. Зигмар сыграл три первых матча на турнире (восточные немцы под флагом объединённой Германии завоевали бронзовые медали). Первой официальной игрой в сборной стал матч против сборной Ганы в Мюнхене, завершившийся победой со счётом 4:0.
Первый и единственный в истории ГДР чемпионат мира, на который отобралась их сборная, состоялся в 1974 году. Вецлих сыграл и на нём, проведя в квалификационном раунде только одну игру против Финляндии (ГДР выиграла 5:0). Зигмар провёл четыре игры (три в групповом этапе и одну на стадии плей-офф), в том числе и легендарный матч против ФРГ, который команда ФРГ проиграла 0:1, что не помешало ей выиграть чемпионат. Последняя игра Вецлиха, которая состоялась в рамках отбора на Евро-1976, была против Исландии и завершилась поражением ГДР со счётом 1:2. Как и в клубе, Зигмар играл на своей любимой позиции левого защитника.

### Титулы
- Чемпион ГДР (1971, 1973, 1976 годы)
- Обладатель Кубка ГДР 1971 года
- Бронзовый призёр Олимпийских игр 1972
- Участник чемпионата мира 1974

## После карьеры игрока
В 1973 году он познакомился со своей будущей женой Ингрид, женившись на ней в 1977 году. У них есть двое детей, которые являются владельцами ресторана в городе. В 1990-е годы у Зигмара диагностировали серьёзное заболевание почек и печени, для борьбы с которым потребовалось сначала пять лет диализа. В 1998 году он перенёс трансплантацию почек в клинике Йены. Помогал в организации футбольного клуба «Эдельвейс 1910» из родного Рамменау.